# TSV Geyer
TSV Geyer is een Duitse voetbalclub uit Geyer, Saksen.

## Geschiedenis
De club werd opgericht in 1912 als VfB 1912 Geyer en sloot zich aan bij de Midden-Duitse voetbalbond en ging vanaf 1913 in de competitie van het Ertsgebergte spelen. In 1914/15 werd de competitie stopgezet wegens de uitbraak van de Eerste Wereldoorlog.
Na de oorlog werd de club overgeheveld naar de competitie van het Opper-Ertsgebergte, die wel maar als tweede klasse fungeerde onder de Kreisliga Mittelsachsen. In 1922 werd de club groepswinnaar en nam deel aan de promotie-eindronde, maar werd daar laatste. Nadat de Kreisliga in 1923 afgevoerd werd werd de tweede klasse opgewaardeerd tot hoogste klasse als Gauliga. In 1925 werd de club kampioen en plaatste zich zo voor de Midden-Duitse eindronde, waar ze met 7-4 verslagen werden door Chemnitzer BC. Ook in 1926 werd de club kampioen, maar in de eindronde volgde een totale vernedering, FC Preußen Chemnitz liet geen spaander heel van de club, het werd 14-0. Na een derde titel op rij in 1927 verloor de club in de eindronde nu van SuBC Plauen. De volgende titel kwam er in 1931, maar de club moest eerst langs de winnaar van het Ertsgebergte voor het aan de eindronde kon deelnemen en de club verloor van Saxonia Bernsbach. 
In 1933 werd de competitie geherstructureerd. De Midden-Duitse bond werd ontbonden en de vele competities werden vervangen door de Gauliga Mitte en Gauliga Sachsen. De clubs uit het Opper-Ertsgebergte werden te licht bevonden voor de Gauliga Sachsen. De competitie ging verder als 1. Kreisklasse Obererzgebirge (derde klasse). Het is niet bekend of de club zich wel voor de Bezirksklasse plaatste. Over de verdere resultaten tot aan de Tweede Wereldoorlog is niets bekend. 
Na de Duitse hereniging werd de naam TSV Geyer aangenomen.

## Erelijst
Kampioen van het Opperertsgebergte
1925, 1926, 1927, 1931